# Kingham Hill School
Die Kingham Hill School ist ein privates Internat in der Grafschaft Oxfordshire im Süden Englands, was jedoch auch von Tagesschülern besucht wird. Gegenwärtig hat Kingham Hill School ca. 340 Schülerinnen und Schüler. Gegenwärtig wird Kingham Hill School von Nick Seward geleitet.
Die Schule wurde im Jahr 1886 durch Charles Edward Baring Young gegründet.
Auch besuchen im Rahmen des Programmes „European Classroom“ regelmäßig die 9. Klassen des  Internatsgymnasiums Schloss Torgelow für ein Trimester Kingham Hill School.

## Internatsleben
Es leben etwa 60 % der Schülerinnen und Schüler im Internatsbereich der Schule. Die Unterbringen erfolgt in sieben separaten Häusern:
- Plymouth ist das Haus für jüngere Schüler.
- Norwich, Bradford und Sheffield sind jeweils Häuser für ältere Schüler.
- Durham und Severn sind jeweils Häuser für ältere Schülerinnen.
- Greenwich ist ein Haus für jüngere Schülerinnen.

Die Internatsgebühren betragen pro Trimester ca. 11.450 Pfund. Für Tagesschülerinnen und -Schüler stehen die vier Häuser Clyde, Havelock, Latimer und Woodstock zur Verfügung.

## Bekannte Alumni
- Andrew Adonis (* 1963), Politiker
- Matthew Bourne (* 1977), Jazz- und Improvisationsmusiker
- R. J. Ellory (* 1965), Thriller-Autor
- Martin Glover (* 1960), Musikproduzent
- Guy Pratt (* 1962), Bassist, Schauspieler und Komponist